# Gengiva interdentária
A gengiva livre também é responsável pela formação da papila interdentária, a qual preenche o espaço entre dois dentes adjacentes. Na região anterior tem a forma piramidal enquanto, entre os dentes posteriores, possui em corte vestíbulo lingual a forma de uma tenda ou barraca, onde os cantos lingual e vestibular são altos, enquanto que a porção central é côncava. Esta depressão central encontra-se subjacente às superfícies de contato, é denominada "col".